# Familie (instrument)
 For alternative betydninger, se Familie. (Se også artikler, som begynder med Familie)
En familie af musikinstrumenter er en gruppering af forskellige instrumenter af samme art. Der kan opdeles i mindre grupper og hovedgrupper, som i Hornbostel-Sachs-systemet, men der er forskellige måder at klassificere instrumenter på.
En familie navngives ofte med det mest brugte/kendte instrument i familien og indeholder så en større eller mindre gruppe. For eksempel af samme slags instrumenter i forskellige størrelser, men i få tilfælde kan instrumenter i samme familie have anderledes form – eller enddog betegnes som familie fordi instrumenterne lyder ens eller spilles på samme måde.

## Eksempel på inddeling
Hovedgrupper af familier er ofte under betegnelserne:
- Blæseinstrumenter
- Strengeinstrumenter
- Slagtøj

Disse kan hver især opdeles i hhv.
- Træblæsere og messingblæsere
- Strygeinstrumenter

Selvsagt er hører nogle instrumenter inden for de respektive hovedgrupper ikke under nogen af disse underrupper.
Endvidere kan man gå helt ned i den "nærmeste" familie. Her er nogle eksempler:
- Violinfamilien
- Fløjtefamilien
- Saxofonfamilien

og selvfølgelig mange flere.
Dette er blot én af mange metoder til inddeling.